# 알나스르 SC (쿠웨이트)
알나스르 (쿠웨이트)(아랍어: نادي النصر الرياضي)는 알파르와니야를 연고로 하는 쿠웨이트의 축구단이다. 현재 쿠웨이트 프리미어리그에 참가하고 있다.

## 우승
- 쿠웨이트 1부 리그 (3): 1977/78, 1986/87, 2006/07

## 선수 명단

### 현역
참고: FIFA 자격 규정에 따라 소속된 국가대표팀 국기를 표시합니다. 선수는 복수의 FIFA 비회원국 국적을 가지고 있을 수 있습니다.
| 번호 | 포지션 | 국적 | 이름          |
| ---- | ------ | ---- | ------------- |
| 22   | DF     |      | 글라우버      |
| 31   | DF     |      | 코스틴 암자르 |

| 번호 | 포지션 | 국적 | 이름         |
| ---- | ------ | ---- | ------------ |
| 80   | FW     | 예멘 | 살렘 알-솜히 |

## 역대 감독
| 감독               | 임기        |
| ------------------ | ----------- |
| 다히르 알 아드와니 | 2014 ~ 2019 |
| 다히르 알 아드와니 | 2023 ~      |

틀:알나스르 SC (쿠웨이트) 선수 명단